# مورغان فيرير
مورغان فيرير (بالإنجليزية: Morgan Ferrier) هو لاعب كرة قدم بريطاني في مركز الهجوم، ولد في 15 نوفمبر 1994 في بلايستو ‏ في المملكة المتحدة. لعب مع نوتينغهام فورست.